# ジェフリー・パーマー
ジェフリー・パーマー（Jeffrey Parmer、1985年4月27日 - ）はアメリカ合衆国・ニューヨーク州出身のプロバスケットボール選手である。ポジションはパワーフォワード。B3リーグ・湘南ユナイテッドBCに所属している。
bjリーグ 2010-11レギュラーシーズンおよびプレイオフMVP受賞者。

## 来歴
フロリダ・アトランティック大学卒業後にスペインのC.B.ホスピタレット、ウルグアイのアトレチコ・ビグア、スペインのHNV コンスメタル・ナバラとチームを渡り歩き、2010年10月に浜松・東三河フェニックスに加入。
加入1年目から中心選手となり、翌2011年1月のオールスターに出場。また、チームの2010-11シーズンレギュラーシーズン東地区1位通過に貢献し、レギュラーシーズンMVPおよびベストファイブを受賞した。さらにプレイオフも勝ち抜いてbjリーグ制覇も果たし、プレイオフMVPにも選出された。
2012-13シーズンまで浜松に所属した後、翌2013-14シーズンに信州ブレイブウォリアーズへ移籍した。2014-15シーズンは滋賀レイクスターズと契約。2016年オフ契約満了。
2016-2017シーズンは横浜ビー・コルセアーズと契約。2018-2019シーズンはバンビシャス奈良と契約。2019-20シーズンはB3のトライフープ岡山と契約したことを2019年8月21日に発表した。2020-21シーズンはB2のライジングゼファー福岡と契約

## 記録
| シーズン         | チーム | GP | GS | MPG   | FG%  | 3P%  | FT%  | RPG | APG | SPG | BPG  | TO  | PPG  |
| ---------------- | ------ | -- | -- | ----- | ---- | ---- | ---- | --- | --- | --- | ---- | --- | ---- |
| bjリーグ 2010-11 | 浜松   | 46 | 45 | 26.7  | .510 | .320 | .774 | 9.0 | 2.5 | 1.6 | .4   | 2.3 | 16.9 |
| bjリーグ 2011-12 | 浜松   | 52 | 47 | 24.6  | .434 | .331 | .770 | 6.5 | 1.7 | 1.0 | .4   | 2.3 | 12.6 |
| bjリーグ 2012-13 | 浜松   | 50 | 42 | 29.1  | .391 | .291 | .782 | 6.3 | 2.9 | 1.2 | .3   | 2.1 | 13.6 |
| bjリーグ 2013-14 | 信州   | 48 |    | 28.9  | .445 | .254 | .777 | 7.6 | 2.5 | 1.7 | .5   | 1.9 | 11.8 |
| bjリーグ 2014-15 | 滋賀   |    |    |       |      |      |      |     |     |     |      |     |      |
| bjリーグ 2015-16 | 滋賀   | 51 |    | 27.6  | .552 | .315 | .702 | 7.5 | 2.3 | 1.4 | 0.6  | 1.7 | 12.9 |
| Bリーグ 2016-17  | 横浜   | 60 | 53 | 30:25 | .440 | .322 | .723 | 7.8 | 1.6 | 1.1 | 0.78 | 1.8 | 15.0 |